# Polyommatus eros
Polyommatus eros — вид денних метеликів родини Синявцеві (Lycaenidae).

## Назва
Вид названий на честь давньогрецького бога кохання Ероса.

## Поширення
Вид фрагментарно поширений в Європі (Піренеї, Альпи, Апенніни, Балкани) та у Західній та Центральній Азії до Гімалаїв.
В Україні вид рідкісний та локально трапляється на Поліссі.

## Опис
Розмах крил 23-28 мм. У самців крила по верхній стороні блакитні, неширокий край — темний. На задніх крилах ряд майже чорних цяток примикає до темного краю. Нижня частина крил світло-сіра з блідим малюнком. У самиць верхня сторона крил коричневого забарвлення, по краю розкидані жовто-помаранчеві цятки. Нижня частина крил темніша.